# جاسم بن محمد بن جاسم آل ثاني
الشيخ جاسم بن محمد بن جاسم بن محمد بن ثاني آل ثاني (1914 - 1989) هو وزير قطري سابق. ولد في منطقة ام اصلال. درس القرآن الكريم ومبادئ اللغة العربية على يد الملا حامد في منطقة الجسرة - مدينة الدوحة .

## حياته
كان معروفا بكرمه وطيبة قلبه وقد ورث الصفات الحميده من والده شيخ منطقة ام اصلال الشيخ محمد بن جاسم في شمال قطر
وأصبح شيخا لأم اصلال كذلك.

## مناصب ومهام
أول وزير للكهرباء والماء بعد الاستقلال في أول تشكيل وزاري في دولة قطر من عام 1972 إلى وفاته 1989.
في عهده امتدت الكهرباء والماء إلى اغلب مناطق البلاد، بعد نجاحه بأنجاز مشروع أبو فنطاس الاسترتيجي لتوليد الطاقة الكهربائية ، واستخراج المياه العذبة من ابار البحر الجوفية ، وانجاز مشروع التحلية ، هذا ويعتبر الشيخ جاسم من مثقفي جيله، حيث استهوته المطالعة والاستكشاف، فقرأ اغلب الكتب الواردة انذاك التاريخية والاجتماعية والعلمية، كما تطرق إلى الشعر بانواعه، وبرع في السيرة الذاتية والتراجم ، كان محبا لتراث والبيئة حيث قام بترميم بعض منشآت اسرته القديمة، في كل من ام صلال وبطن العاصمة الدوحة العتيقة والآيلة لسقوط .